# Бахадыр Герай (хан Астрахани)
Бахады́р Гера́й (Бахаду́р Гире́й; крым. Bahadır Geray, بهادر كراى‎; ум. в марте 1523) — крымский калга (1519—1523), астраханский хан (1523), старший сын и наследник крымского хана Мехмеда I Герая.

## Биография
В 1519 году после гибели прежнего калга-султана Ахмеда Герая Хромого, поднявшего неудачный мятеж против своего старшего брата Мехмеда I Герая, должность калги (второго человека в Крымском ханстве после хана) оказалась вакантной. В том же 1519 году Мехмед I Герай назначил калгой своего старшего сына Бахадыра Герая.
Калга-султан Бахадыр Герай участвовал в военных кампаниях своего отца и иногда даже сам руководил крымскими рейдами на московские и литовские владения. В 1519 году Бахадыр Герай во главе крымскотатарского войска вторгся в южные польско-литовские владения. Крымские «загоны» разорили белзскую и люблинскую земли, а затем двинулись на Волынь. В августе 1519 года в сражении под Сокалем Бахадыр Герай разгромил 6-тысячное польско-литовское войско под командованием великого гетмана литовского Константина Ивановича Острожского.
В 1521 году Бахадыр Герай командовал авангардом крымскотатарского войска во время успешного похода своего отца Мехмеда I Герая на Русское государство. Крымская конница дошла до Москвы, сожгла и разорила окрестности русской столицы, захватив огромное количество пленных.
В декабре 1522 года калга Бахадыр Герай участвовал в военном походе Мехмеда I Герая, против астраханского хана Хусейна. Союзниками крымского хана в этом походе выступили ногайские мурзы Мамай и Агиш. Весной 1523 года крымцы и ногайцы захватили Астрахань (Хаджи-Тархан), изгнав оттуда астраханского хана Хусейна. Мехмед I Герай, стремившийся подчинить своей власти все степные ханства, провозгласил новым астраханским ханом своего старшего сына Бахадыра Герая, что вызвало недовольство ногайских мурз. Вскоре Мехмед I Герай распустил свои главные силы, а сам вместе с 3-тысячным отрядом расположился лагерем под Астраханью. Однажды мурзы Мамай и Агиш с крупным ногайским войском внезапно напали на ханский лагерь. Во время сражения крымский хан Мехмед I Герай и его старший сын Бахадыр Герай погибли.